# 4. srpen
4. srpen je 216. den roku podle gregoriánského kalendáře (217. v přestupném roce). Do konce roku zbývá 149 dní. Svátek slaví Dominik a Dominika.

## Události

### Česko
- 1306 – Český král Václav III. byl zavražděn v Olomouci, dynastie Přemyslovců vymřela po meči.
- 1427 – Husitské války: spojené husitské svazy porazily vojska třetí křížové výpravy v bitvě u Tachova.
- 2004 – Byla jmenována vláda v čele se Stanislavem Grossem.
- 2015 – Při železniční nehodě u Horažďovic bylo zraněno 50 lidí.
- 2021 – Tři lidé zahynuli a desítky byli zraněny při srážce vlaků u Milavčí.

### Svět
- 1265 – Druhá válka baronů: vojsko vzbouřených baronů bylo poraženo královskou armádou pod velením prince Eduarda v bitvě u Eveshamu.
- 1338 – Císař Ludvík IV. Bavor vyhlásil na dvorském sněmu ve Frankfurtu se souhlasem kurfiřtů výnos zvaný Licet iuris utriusque, v němž odmítl nadřazenost papežství, protože císařská hodnost a moc pochází bezprostředně od Boha, nikoliv od papeže.
- 1701 – Byl uzavřen Velký montréalský mír mezi představiteli Nové Francie a zástupci desítek indiánských kmenů.
- 1704 – Válka o španělské dědictví: Angličané a Nizozemci obsadili Gibraltar.
- 1783 – Při výbuchu japonské sopky Asama zahynulo okolo 1 400 lidí.
- 1789 – Velká francouzská revoluce: Zrušeno poddanství a šlechtická privilegia.
- 1790 – Byla založena Pobřežní stráž Spojených států amerických.
- 1791 – Po čtyřech letech byla ukončena rakousko-turecká válka.
- 1851 – Misionář a badatel David Livingstone dosáhl horního toku řeky Zambezi.
- 1863 – Ve slovenském Martině bylo založeno národní kulturní sdružení Matica slovenská.
- 1906 – Nastalo zatmění Měsíce.
- 1914 – První světová válka: V odpověď na německou agresi vůči Belgii vyhlásila Velká Británie Německu válku.
- 1930 – V Montaně byl zahájen dvoudenní Sněm indiánských mluvčích znakového jazyka.
- 1944 – V Amsterdamu byla se svou rodinou zatčena Anne Franková.
- 1946 – Při zemětřesení o síle 8 stupňů v severní části Dominikánské republiky zahynulo okolo 2 500 lidí.
- 1964 – Vietnamská válka: Severní Vietnam údajně napadl dva americké torpédoborce v Tonkinském zálivu. To se stalo záminkou ke zvýšení americké vojenské přítomnosti ve Vietnamu.
- 1984 – Africký stát Horní Volta přijal nový název Burkina Faso.
- 1995 – Chorvatská válka za nezávislost: Chorvatská armáda zahájila čtyřdenní Operaci Bouře na území separatistické republiky Srbská Krajina.
- 2020 – V přístavu města Bejrútu, hlavním městě Libanonu, došlo k masivní explozi skladu pyrotechniky a hnojiv.

## Narození
Viz též Kategorie:Narození 4. srpna — automatický abecedně řazený seznam.

### Česko

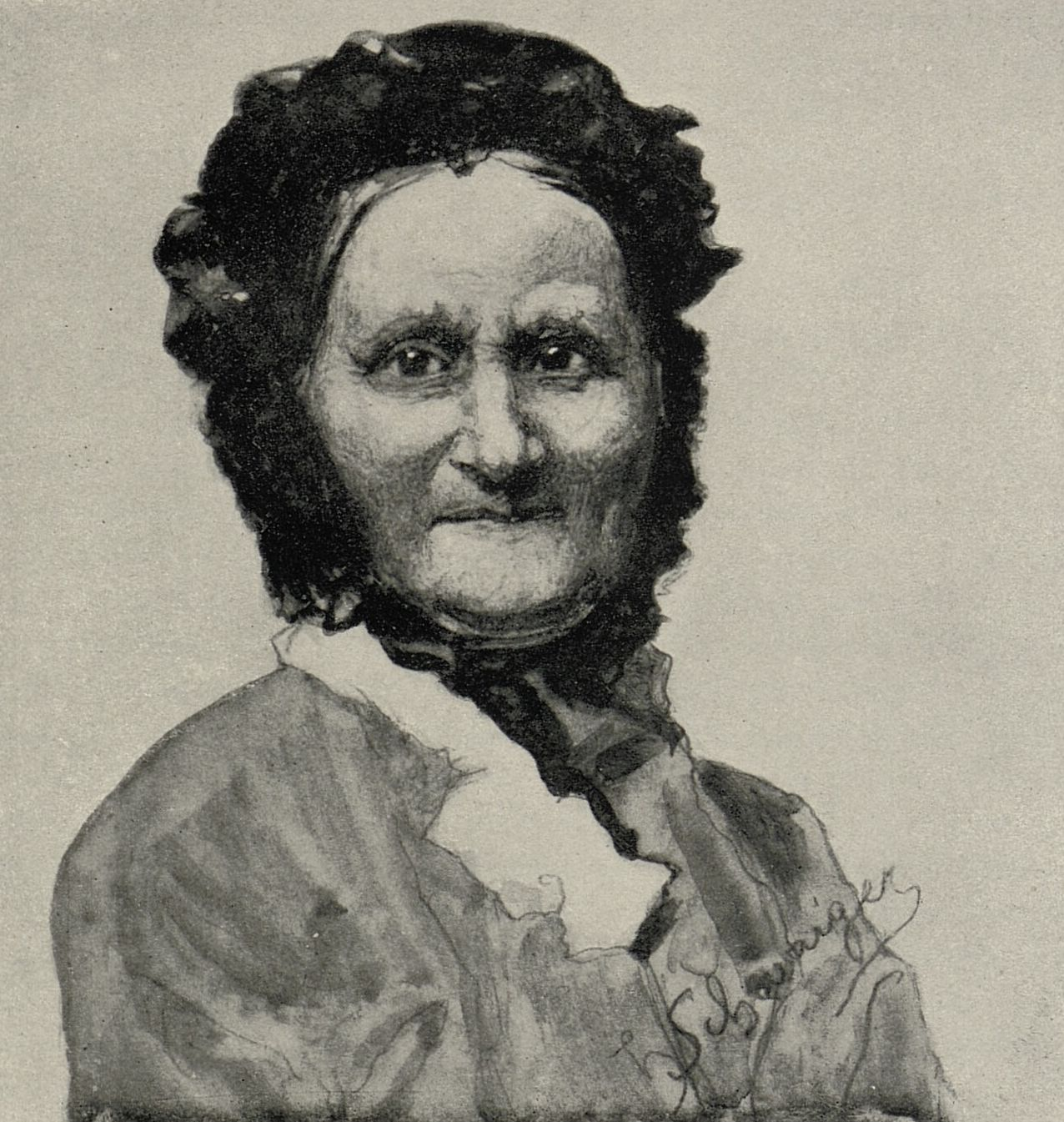
Terezie Masaryková (* 1813)

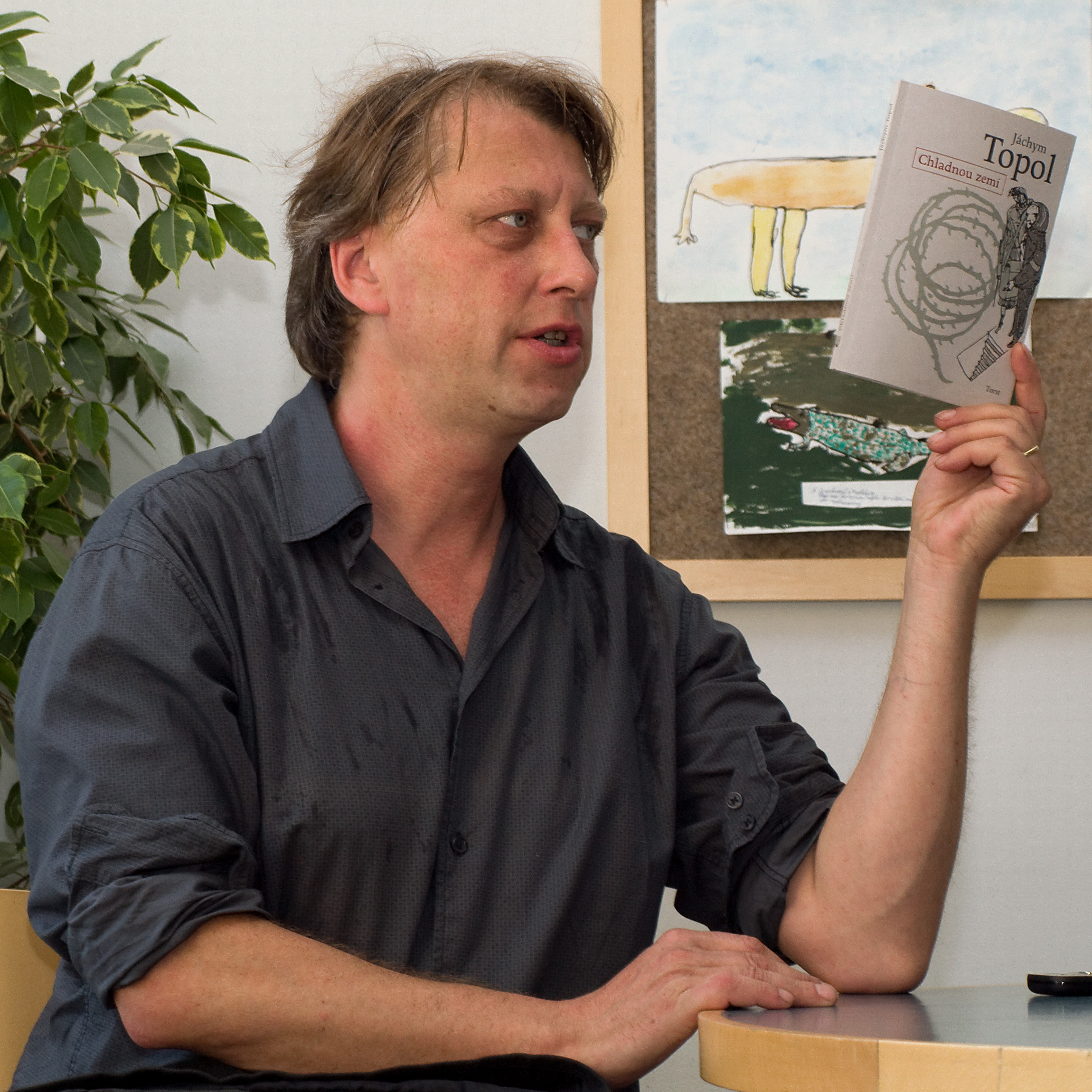
Jáchym Topol (* 1962)

- 1705 – Václav Matyáš Gurecký, hudební skladatel († 25. června 1743)
- 1764 – Heinrich Scholz, právník a pedagog činný v Olomouci († 8. února 1839)
- 1794 – Josef Proksch, klavírní pedagog, klarinetista, pianista, varhaník, hudební teoretik a skladatel († 20. prosince 1864)
- 1811 – Jakub Malý, buditel a spisovatel († 7. března 1885)
- 1813
  - Terezie Masaryková, matka prezidenta Tomáše Garrigue Masaryka († 22. dubna 1887)
  - Dominik Herzán, stavitel a tesařský mistr († 16. května 1880)
- 1832 – Karel Link, taneční mistr a skladatel († 4. května 1911)
- 1857 – Felix Jenewein, malíř († 2. ledna 1905)
- 1872 – Ludvík Očenášek, konstruktér a vynálezce († 10. srpna 1949)
- 1876 – Jakub Janovský, československý politik († 6. května 1967)
- 1881 – Wenzel Hablik, malíř, grafik a architekt německé národnosti († 23. března 1934)
- 1888 – Jan Blahoslav Kozák, filosof, etik, evangelický teolog, překladatel († 9. ledna 1974)
- 1889 – Marie Kyzlinková, autorka řady ženských románů († 9. června 1969)
- 1895 – Dominik Pecka, kněz, spisovatel, sociolog, antropolog a teolog († 1. května 1981)
- 1901 – Emil Buchar, astronom a geodet († 1979)
- 1903 – Miloslav Valouch, fyzik a politik († 13. března 1976)
- 1913
  - Jan Beran, fotograf a amatérský filmař († 2003)
  - Václav Petrásek, komunistický poslanec
- 1919 – Viktor Richter, dokumentární fotograf
- 1923 – Jiří Jirouš, klavírista, houslista, dirigent a hudební skladatel († 28. července 2005)
- 1925 – Ladislav Novák, malíř a spisovatel († 28. července 1999)
- 1929 – Jaroslav Jakubíček, hudební skladatel a dramaturg († 29. prosince 2000)
- 1935 – Luděk Bukač, hokejista a trenér († 20. dubna 2019)
- 1940 – Karel Vachek, režisér dokumentárních filmů
- 1943 – Daniel Strož, básník, publicista, nakladatel, literární kritik, mecenáš a politik
- 1944 – Ivan Foltýn, politik
- 1946 – Radek Pobořil, hudebník, člen skupiny Čechomor († 24. srpna 2021)
- 1947 – Antonín Šplíchal, výtvarník, ilustrátor knížek pro děti
- 1948 – Kristina Martinková-Markupová, sochařka, keramička
- 1952 – Jaromír Dušek, odborář
- 1953 – Martin Foukal, prezident Notářské komory České republiky
- 1954 – Vlastimil Zavřel, herec
- 1957 – Jiří Besser, ministr kultury ČR
- 1962 – Jáchym Topol, básník, prozaik, novinář
- 1963 – Michal Ježdík, basketbalista
- 1977 – Marek Heinz, fotbalista
- 1980 – Iva Straková, atletka, výškařka
- 1992 – Karolína Davidová, producentka
- 1999 – Simona Lewandowská, herečka
- 2002 – Filip Forman, florbalista

### Svět

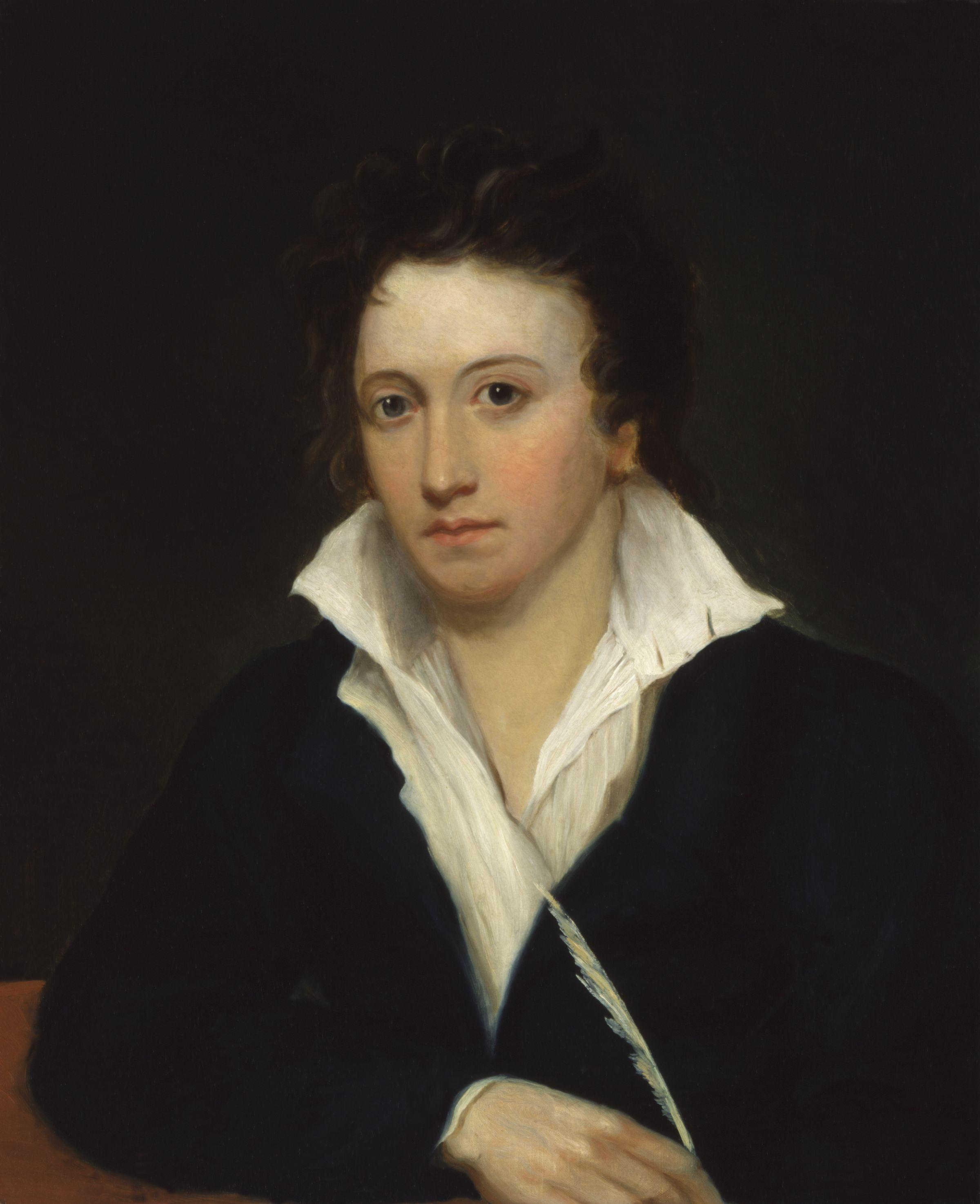
Percy Bysshe Shelley (* 1792)

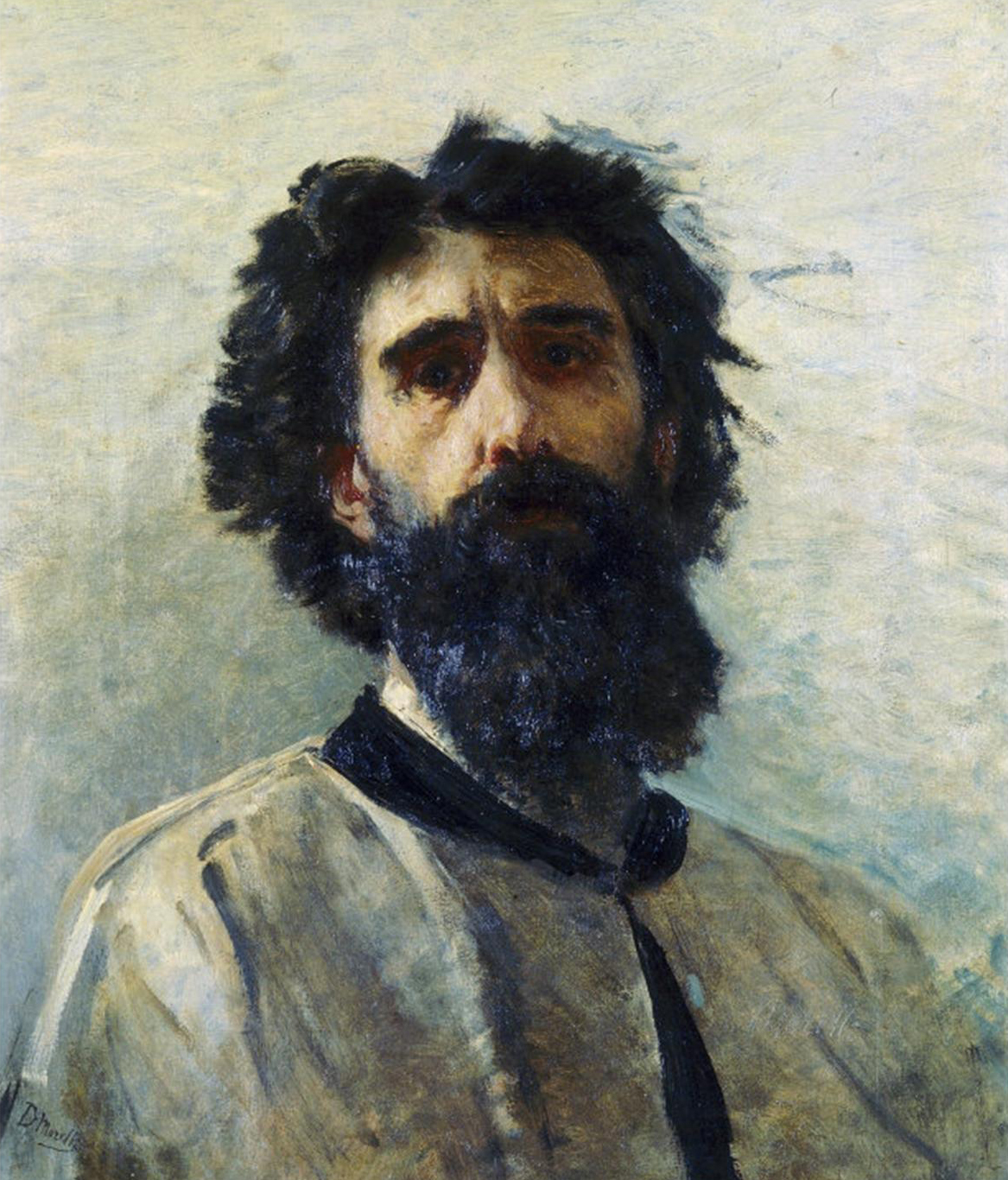
Domenico Morelli (* 1826)

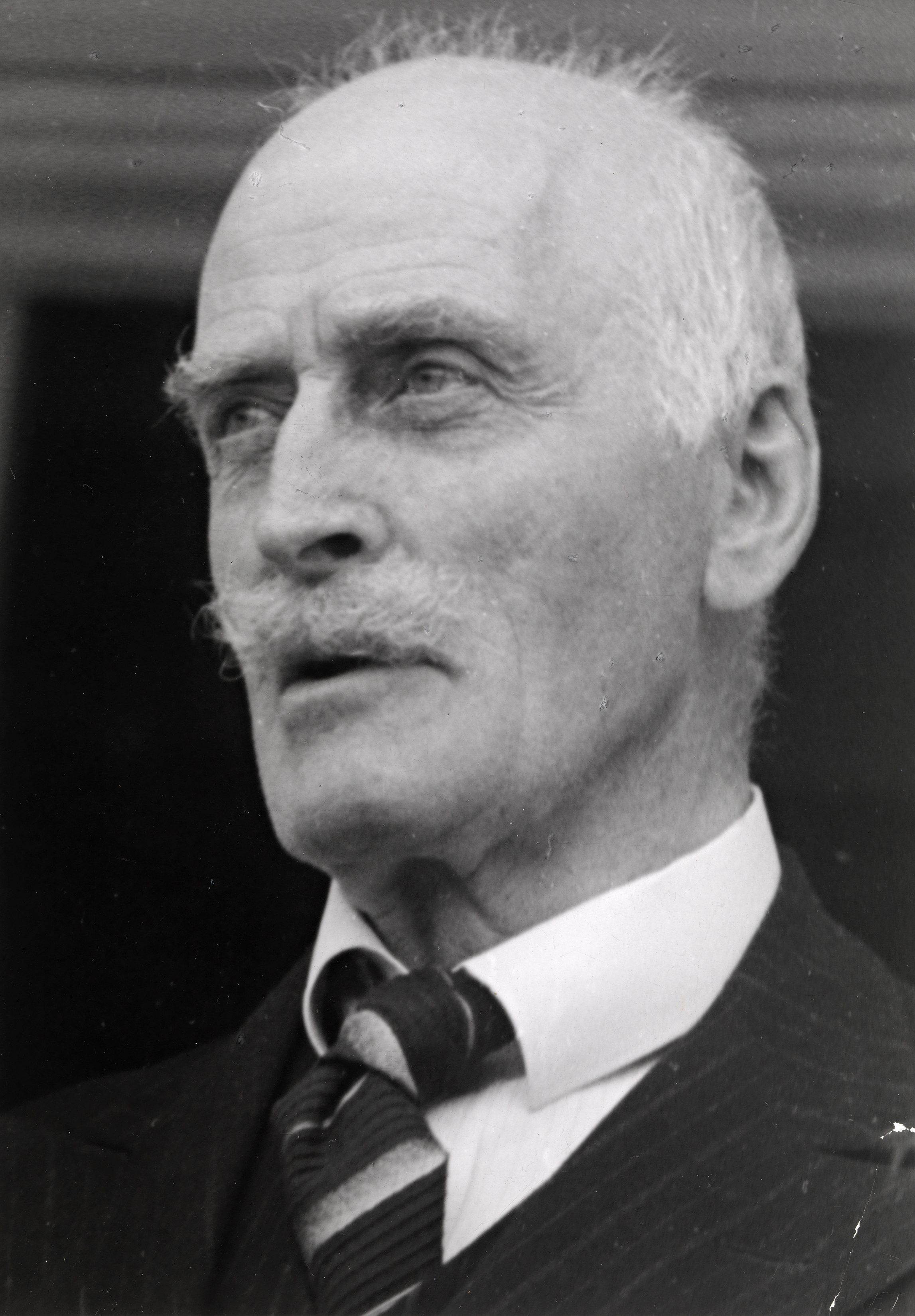
Knut Hamsun (* 1859)

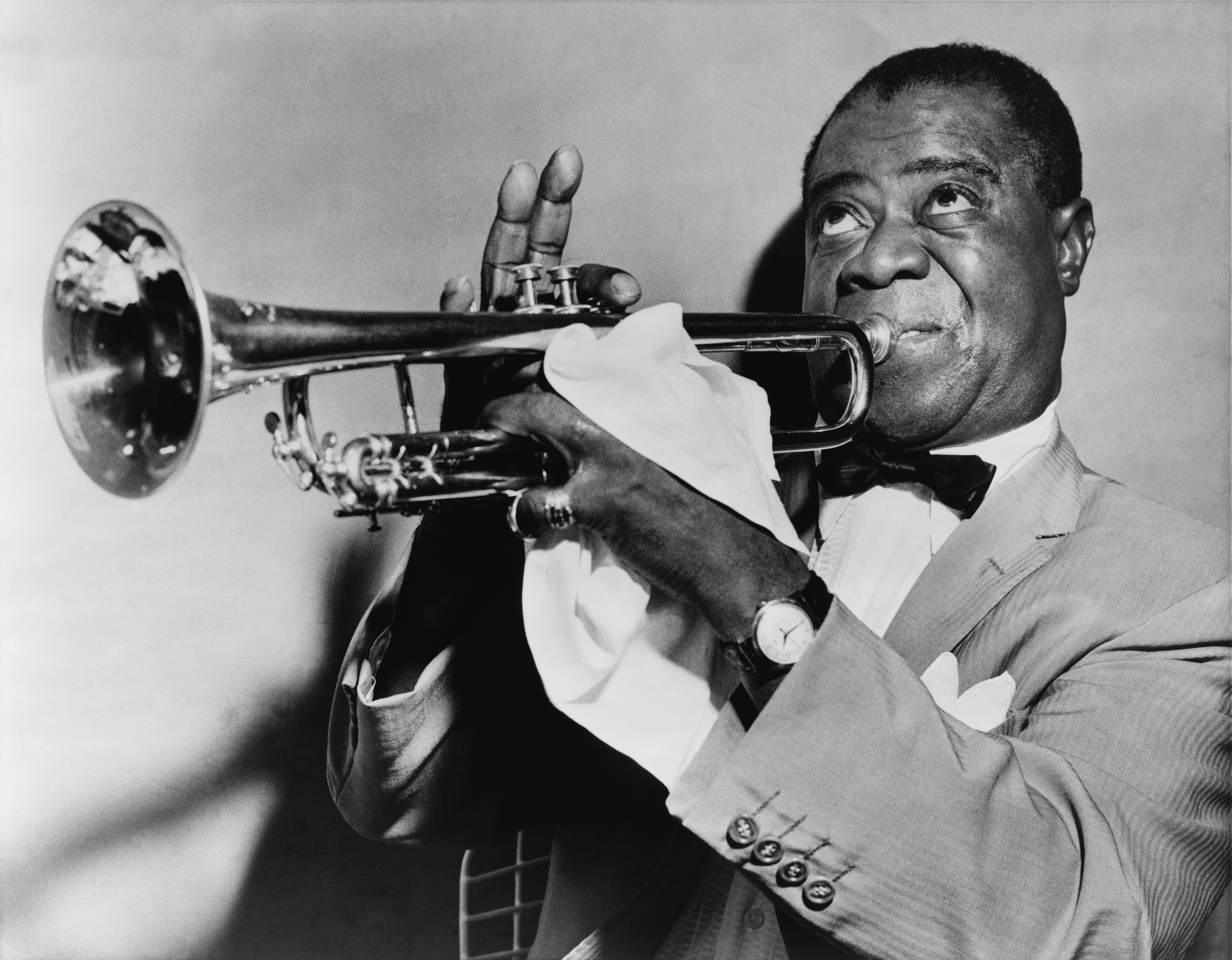
Louis Armstrong (* 1901)

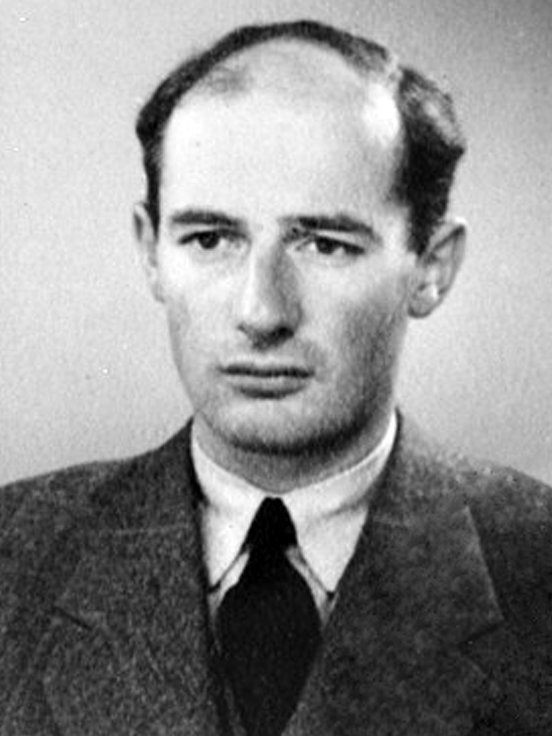
Raoul Wallenberg (* 1912)

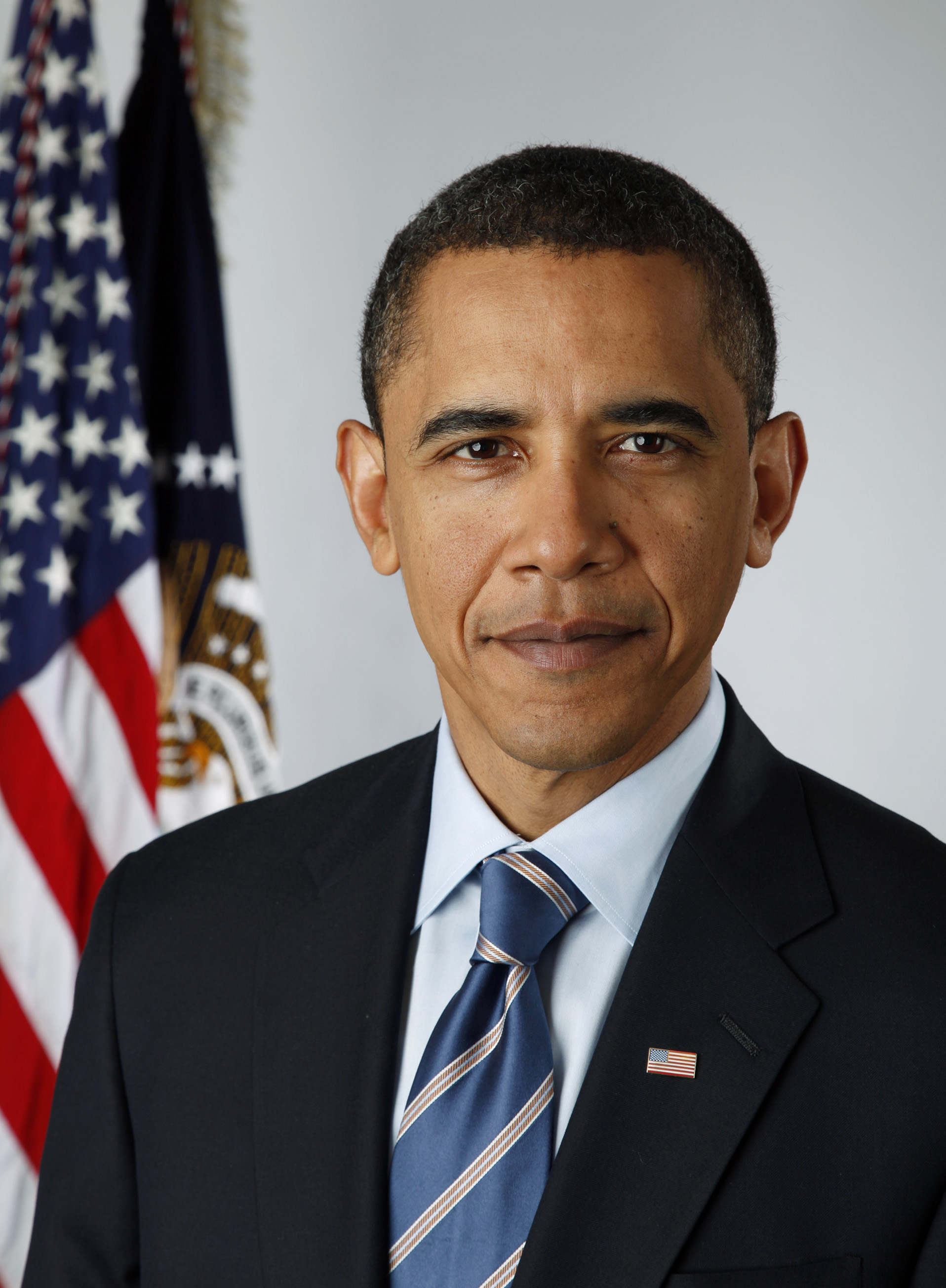
Barack Obama (* 1961)

- 1281 – Chajsan, třetí císař říše Jüan a sedmým veliký chán mongolské říše († 27. ledna 1311)
- 1293 – Leopold I. Habsburský, rakouský a štýrský vévoda († 28. února 1326)
- 1521 – Urban VII., papež († 1590)
- 1540 – Joseph Justus Scaliger, francouzský filolog a básník († 21. ledna 1609)
- 1664 – Louis Lully, francouzský hudební skladatel († 1. dubna 1734)
- 1687 – Jan Vilém Friso, místodržitel nizozemské provincie Frísko († 14. června 1711)
- 1703 – Ludvík I. Orleánský, syn a dědic Filipa II. Orleánského († 4. února 1752)
- 1755 – Nicolas-Jacques Conté, francouzský vynálezce († 6. prosince 1805)
- 1756 – Jean-Baptiste Nompere de Champagny, francouzský diplomat napoleonského období († 1834)
- 1757
  - Vladimir Borovikovskij, rusko-ukrajinský malíř († 18. dubna 1825)
  - Guillaume-Joseph Roques, francouzský malíř († 1847)
- 1770 – François-Étienne Kellermann, francouzský generál prvního císařství a pair Francie († 1835)
- 1792
  - Percy Bysshe Shelley, anglický spisovatel († 8. červenec 1822)
  - Marie Dominique Auguste Sibour, francouzský arcibiskup († 3. ledna 1857)
- 1800 – Pavlína Württemberská, württemberská královna († 10. březen 1873)
- 1805 – William Rowan Hamilton, irský matematik, fyzik a astronom († 1865)
- 1808 – Johann von Oppolzer, rakouský lékař († 16. dubna 1871)
- 1816 – Richard Leach Maddox, anglický fyzik a fotograf († 11. května 1902)
- 1821 – Louis Vuitton, francouzský brašnář a podnikatel († 27. února 1892)
- 1822 – Vladimír Logothetti, rakousko-uherský důstojník, politik († 7. prosince 1892)
- 1826 – Domenico Morelli, italský malíř († 13. srpna 1901)
- 1834
  - John Venn, anglický matematik, logik a filosof († 4. dubna 1923)
  - Gaspar Núñez de Arce, španělský básník a politik († 9. června 1903)
- 1839 – Walter Pater, anglický esejista, literární a výtvarný kritik († 30. července 1894)
- 1847 – Ludvík Salvátor Toskánský, rakouský arcivévoda, cestovatel, etnograf, geograf a spisovatel († 12. října 1915)
- 1851 – Francesco Paolo Michetti, italský malíř a fotograf († 5. března 1929)
- 1859 – Knut Hamsun, norský spisovatel, nositel Nobelovy ceny († 19. února 1952)
- 1863 – Maude Petre, britská katolická řeholnice a spisovatelka († 16. prosince 1942)
- 1884
  - Henri Cornet, francouzský cyklista († 18. března 1941)
  - Sigmund Mowinckel, norský teolog († 4. června 1965)
- 1888 – Milan Stojadinović, jugoslávský politik, právník, národohospodář, ekonom († 24. října 1961)
- 1900 – Alžběta, britská královna jako manželka Jiřího VI. († 2002)
- 1901 – Louis Armstrong, jazzový trumpetista a zpěvák († 6. července 1971)
- 1903 – Fraňo Štefunko, slovenský sochař, řezbář a spisovatel († 6. dubna 1974)
- 1904 – Witold Gombrowicz, polský spisovatel († 24. července 1969)
- 1906 – Marie Josefa Belgická, italská královna († 27. ledna 2001)
- 1908 – Harold Holt, australský politik, předseda vlády († 17. prosince 1967)
- 1909 – Roberto Burle Marx, brazilský zahradní architekt († 4. června 1994)
- 1912
  - Virgilio Piñera, kubánský spisovatel († 18. října 1979)
  - Raoul Wallenberg, švédský diplomat, zachránce maďarských Židů († 16. července 1947)
- 1921 – Maurice Richard, kanadský hokejista († 2000)
- 1922
  - Luis Aponte Martínez, portorický kardinál († 10. dubna 2012)
  - Janez Stanovnik, slovinský politik († 31. ledna 2020)
- 1923 – Franz Karl Stanzel, rakouský anglista a literární teoretik († 17. října 2023)
- 1926 – Livij Stěpanovič Ščipačov, ruský výtvarník a herec († 21. ledna 2001)
- 1928 – Gerard Damiano, americký režisér († 25. října 2008)
- 1931 – Paul Avrich, americký historik († 16. února 2006)
- 1933 – Sonny Simmons, americký saxofonista († 6. dubna 2021)
- 1937
  - David Bedford, britský hudebník a skladatel († 1. října 2011)
  - Thierry Roland, francouzský sportovní komentátor († 16. června 2012)
- 1938
  - Hayes Jones, americký olympijský vítěz v běhu na 110 metrů překážek
  - Simon Preston, britský varhaník, dirigent a cembalista
- 1940 – Larry Knechtel, americký kytarista a hráč na klávesové nástroje († 20. srpna 2009)
- 1941 – Kaija Mustonenová, finská rychlobruslařka, olympijská vítězka
- 1942 – Don S. Davis, americký herec († 2008)
- 1943
  - Bjørn Wirkola, norský skokan na lyžích, sdruženář a fotbalista
  - Michael McCulley, americký astronaut
- 1945 – Frank Hansen, norský veslař, olympijský vítěz
- 1948
  - Jean-Pierre Raffarin, francouzský politik
  - Giorgio Parisi, italský fyzik, nositel Nobelovy ceny za fyziku
- 1951 – Andris Bērziņš, premiér Lotyšska
- 1952
  - Daniel Bautista, mexický chodec, olympijský vítěz v chůzi na 20 kilometrů
  - Moya Brennan, irská zpěvačka, skladatelka a klávesistka
- 1955
  - Billy Bob Thornton, americký herec, scenárista, režisér a hudebník
  - Dagoberto Valdés Hernández, kubánský katolický intektuál, spisovatel
  - Andrew Allen, americký vojenský letec a astronaut
- 1958
  - Liao I-wu, čínský spisovatel, hudebník a básník
  - Greg Foster, americký atlet, překážkář († 19. února 2023)
  - Silvan Šalom, izraelský premiér
  - Mary Deckerová, americká atletka, běžkyně na střední a dlouhé tratě
- 1960 – José Luis Rodríguez Zapatero, španělský politik a premiér
- 1961
  - Barack Obama, 44. prezident USA
  - Pumpuang Duangjan, thajská zpěvačka († 13. června 1992)
- 1962 – Max Cavalera, brazilský kytarista
- 1964 – Anna Sui, americká módní návrhářka
- 1968 – Daniel Dae Kim, americko-korejský herec
- 1969 – Jojo Moyesová, britská spisovatelka
- 1972 – Luca Zardini, italský sportovní lezec
- 1974 – David Caude, francouzský sportovní lezec
- 1981
  - Benjamin Boukpeti, tožský vodní slalomář
  - Meghan, vévodkyně ze Sussexu, americká herečka, přivdaná do britské královské rodiny
- 1982 – Luca Antonini, italský fotbalista
- 1983
  - Nathaniel Buzolic, australský herec
  - Mariusz Wlazły, polský volejbalista
- 1988 – Tom Parker, britský zpěvák a diskžokej (The Wanted)
- 1990 – David Lama, rakouský horolezec a sportovní lezec
- 1994 – Mohamed Elyounoussi, norský fotbalista
- 1995 – Bruna Marquezineová, brazilská herečka a modelka
- 1997 – Bence Halász, maďarský atlet, kladivář

## Úmrtí
Viz též Kategorie:Úmrtí 4. srpna — automatický abecedně řazený seznam.

### Česko

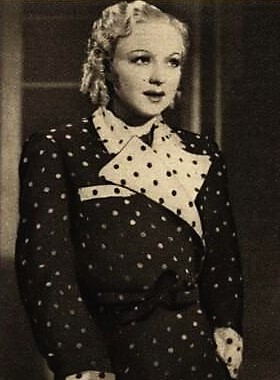
Věra Ferbasová († 1976)

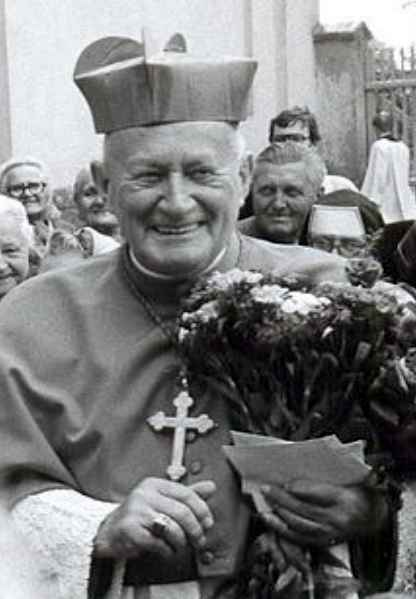
František Tomášek († 1992; kardinál)

- 1150 – Gertruda Babenberská, česká kněžna, manželka Vladislava II. (* asi 1118)
- 1306 – Václav III., král český, polský a uherský (* 6. října 1289)
- 1802 – Gotthard Pokorný, varhaník a hudební skladatel (* 16. listopadu 1733)
- 1864 – Alfred Paulus, houslista a violista (* 1827)
- 1893 – Václav Kratochvíl, regionální politik na Roudnicku (* 1820)
- 1915 – Gustav Zoula, sochař (* 9. srpna 1871)
- 1921 – Ida Marie z Lichtenštejna, knížecí princezna (* 17. září 1839)
- 1930 – Karel Kálal, pedagog a spisovatel (* 9. ledna 1860)
- 1941 – Jindřich Matiegka, lékař a antropolog, rektor Univerzity Karlovy (* 31. března 1862)
- 1946 – Cyril Novotný, hudebník a pedagog (* 18. února 1878)
- 1969 – T. R. Field, satirický básník (* 23. dubna 1891)
- 1973 – Karel Neubert, nakladatel a protifašistický odbojář (* 29. června 1894)
- 1976 – Věra Ferbasová, herečka (* 21. září 1913)
- 1982 – František Čečetka, spisovatel (* 16. ledna 1917)
- 1985 – Zbyněk Vostřák, dirigent a hudební skladatel (* 10. června 1920)
- 1986 – Vítězslav Černý, herec (* 1. července 1922)
- 1992
  - František Tomášek, kardinál (* 30. června 1899)
  - František Běloun, učitel matematiky a deskriptivní geometrie (* 13. dubna 1912)
  - Andělín Grobelný, historik (* 21. července 1922)
- 1994 – Stanislav Látal, režisér animovaných filmů (* 7. května 1919)
- 1996 – Jana Robbová, zpěvačka (* 4. dubna 1951)
- 1997
  - Tadeáš Řehák, administrátor tepelského kláštera (* 6. června 1923)
  - Emil Fafek, reportážní fotograf (* 3. června 1922)
  - Miroslav Nohýnek, herec a režisér (* 19. září 1941)
- 2001 – Rudolf Horský, teolog, biskup Církve československé husitské (* 4. prosince 1914)
- 2002 – Ota Ornest, divadelní režisér a herec (* 6. července 1913)
- 2007 – Vladimír Novotný, hudebník, folklorista, hudební aranžér a pedagog (* 15. října 1933)
- 2015
  - Jaroslav Tomsa, sportovec a filmový kaskadér (* 19. února 1930)
  - Šárka Trčková, grafička a malířka (* 28. září 1965)
- 2020 – Irena Sedlecká, sochařka (* 7. září 1928)

### Svět

Hans Christian Andersen († 1875)

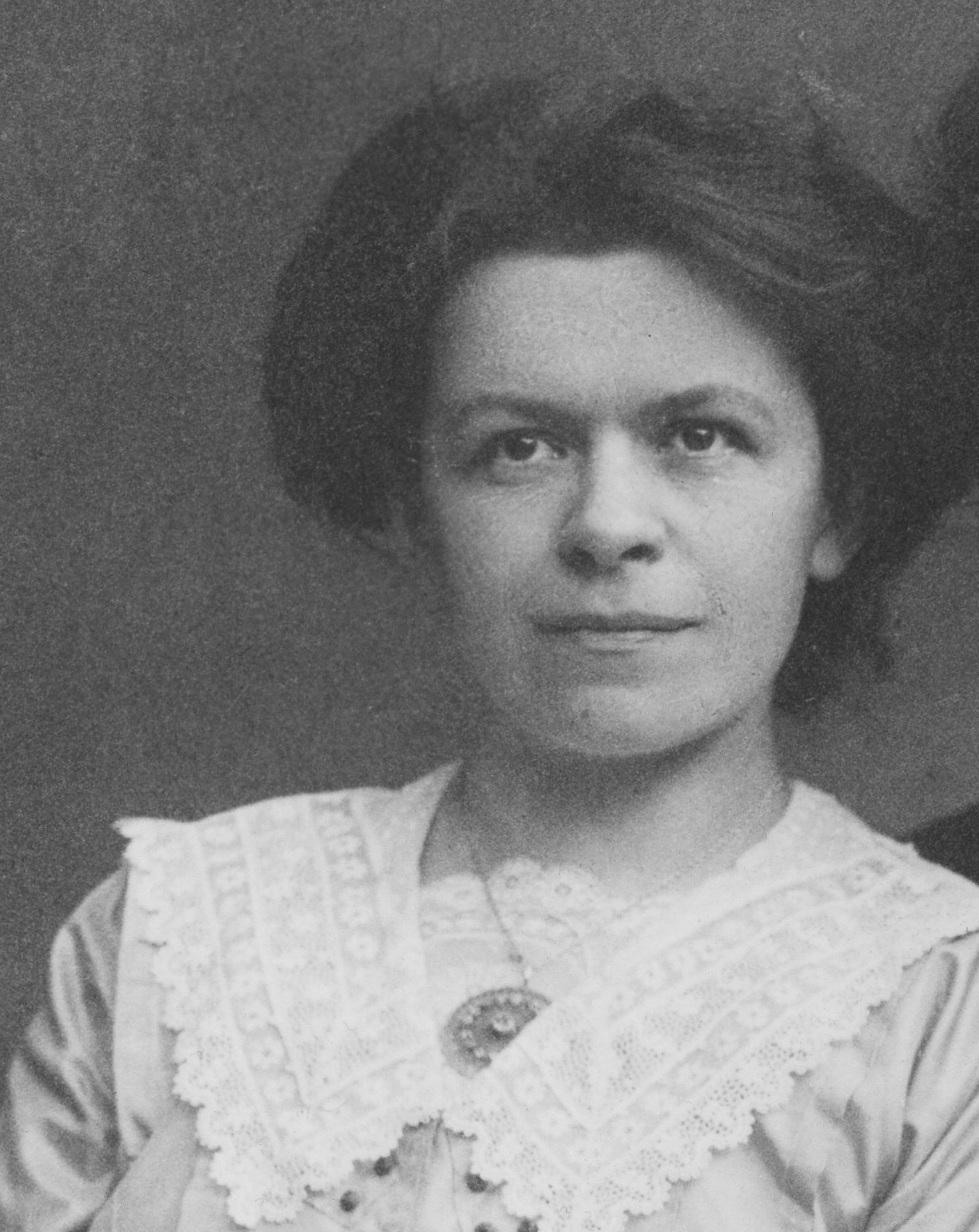
Mileva Marićová († 1948)

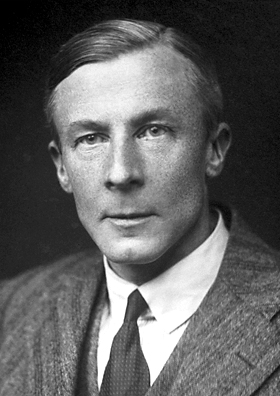
Edgar Douglas Adrian († 1977)

- 1060 – Jindřich I. Francouzský, francouzský král (* cca 1010)
- 1108 – Minamoto Jošiie, japonský samurajský velitel (* 1041)
- 1113 – Gertruda Saská, holandská hraběnka a regentka (* cca 1030)
- 1265 – Simon de Montfort, vůdce anglického povstání (* 1208)
- 1266 – Odo Burgundský, hrabě z Nevers, Auxerre a Tonnerre (* 1231)
- 1430 – Filip I. Brabantský, brabantský vévoda (* 25. července 1404)
- 1525 – Andrea della Robbia, florentský renesanční sochař (* 1435)
- 1526 – Juan Sebastián Elcano, španělský mořeplavec (* 1476)
- 1578 – Sebastián I. Portugalský, portugalský král (* 20. ledna 1554)
- 1598 – William Cecil, 1. baron Burghley, anglický státník (* 13. září 1520)
- 1683 – Turhan Hatice Sultan, manželka osmanského sultána Ibrahima I. a matka sultána Mehmeda IV. (* 1627)
- 1699 – Marie Žofie Falcko-Neuburská, portugalská královna, manželka Petra II. (* 6. srpna 1666)
- 1709 – Alžběta Amálie Hesensko-Darmstadtská, německá šlechtična a falcká kurfiřtka (* 20. března 1635)
- 1822 – Kristjan Jaak Peterson, estonský básník (* 14. března 1801)
- 1840 – José María Narváez, španělský průzkumník a navigátor (* 1768)
- 1844 – Jacob Aall, norský podnikatel a politik (* 27. července 1773)
- 1859 – Jan Vianney, francouzský diecézní kněz a světec (* 8. května 1786)
- 1944 – Krzysztof Kamil Baczyński, polský básník (* 22. ledna 1921)
- 1951 – Ernst von Weizsäcker, německý diplomat, státní tajemník Ministerstva zahraničí za 2. světové války (* 25. května 1882)
- 1965 – Ján Vojtaššák, biskup spišský (* 14. listopadu 1877)
- 1875 – Hans Christian Andersen, dánský spisovatel (* 1805)
- 1877 – Gustav Gustavsson Vasa, švédský následník trůnu (* 9. listopadu 1799)
- 1888 – Gustav Meretta, rakouský architekt (* 26. června 1832)
- 1890 – Ivan Mažuranić, chorvatský básník (* 11. srpna 1814)
- 1900 – Isaak Iljič Levitan, ruský realistický malíř (* 30. srpna 1860)
- 1905 – Walther Flemming, německý biolog, zakladatel cytogenetiky (* 1843)
- 1906 – John Manners, 7. vévoda z Rutlandu, britský státník a šlechtic (* 13. prosince 1818)
- 1922
  - Enver Paša, turecký generál a politik (* 22. listopadu 1881)
  - Nikolaj Ivanovič Něbogatov, kontradmirál ruského carského námořnictva (* 20. dubna 1849)
- 1924 – Friedemir Poggenpohl, německý designér nábytku (* 7. srpna 1859)
- 1927 – Eugène Atget, francouzský fotograf (* 12. února 1857)
- 1929 – Carl Auer von Welsbach, rakouský chemik (* 1. září 1858)
- 1930 – Siegfried Wagner, německý hudební skladatel a dirigent, umělecký ředitel hudebního festivalu v Bayreuthu, syn Richarda Wagnera (* 1869)
- 1940 – Vladimír Žabotinský, židovský vůdce, spisovatel (* 18. října 1880)
- 1945 – Gerhard Gentzen, německý matematik a logik (* 24. listopadu 1909)
- 1944 – Krzysztof Kamil Baczyński, polský básník (* 22. ledna 1921)
- 1957 – Washington Luís, 13. prezident Brazílie (* 26. října 1869)
- 1965 – Ján Vojtaššák, slovenský rímskokatolícky biskup (* 1877)
- 1972 – Ján Jamnický, slovenský herec, režisér, scenárista (* 20. května 1908)
- 1977
  - Edgar Douglas Adrian, anglický lékař a neurofyziolog, nositel Nobelovy ceny za fyziologii a medicínu (* 1889)
  - Ernest Bloch, německý filosof, zakladatel filozofie utopizmu (* 8. července 1885)
- 1979 – Ivar Johansson, švédský zápasník, olympijský vítěz (* 31. ledna 1903)
- 1980 – Duke Pearson, americký klavírista (* 17. srpna 1932)
- 1991 – Jevgenij Dragunov, ruský konstruktér zbraní (* 20. února 1920)
- 1993 – Kenny Drew, americký jazzový pianista (* 28. srpna 1928)
- 1994 – Giovanni Spadolini, italský premiér (* 21. června 1925)
- 1997
  - Alexander Young, skotský baskytarista, kytarista a zpěvák, člen skupiny Grapefruit (* 28. prosince 1938)
  - Jeanne Calmentová, Francouzka, prokazatelně nejdéle žijící člověk (* 21. února 1875)
  - Horace Bristol, americký válečný fotograf (* 16. listopadu 1908)
- 1998 – Jurij Arťuchin, sovětský kosmonaut (* 22. července 1930)
- 2000 – Árpád Göncz, prezident Maďarska, spisovatel, překladatel (* 10. února 1922)
- 2003 – Frederick Chapman Robbins, americký pediatr a virolog, Nobelova cena za fyziologii a lékařství (* 25. srpna 1916)
- 2006 – John Locke, americký rockový klávesista (* 25. září 1943)
- 2007 – Raul Hilberg, rakousko-americký historik (* 2. června 1926)
- 2012
  - Karol Kállay, slovenský umělecký fotograf a dokumentarista (* 1926)
  - Johnnie Bassett, americký bluesový zpěvák a kytarista (* 9. října 1935)
- 2013 – Tim Wright, americký baskytarista (* 1952)
- 2020 – Frances E. Allenová, americká informatička (* 4. srpna 1932)
- 2024 – Li Čeng-tao, americký fyzik čínského původu, držitel Nobelovy ceny (* 24. listopadu 1926)

## Svátky

### Česko
- Dominik, Dominika
- Neda
- Rainer, Rainhard

## Pranostiky
| 4. srpen v pražském KlementinuÚdaje jsou platné k 8. 7. 2025. | 4. srpen v pražském KlementinuÚdaje jsou platné k 8. 7. 2025. | 4. srpen v pražském KlementinuÚdaje jsou platné k 8. 7. 2025. |
| minimum                                                       | denní průměr                                                  | maximum                                                       |
| ------------------------------------------------------------- | ------------------------------------------------------------- | ------------------------------------------------------------- |
| 9,4 °C (1988)                                                 | 20,2 °C (od 1961)                                             | 34,0 °C (1986)                                                |

### Česko
- Parno na Dominika zvěstuje tuhou zimu.
- Potí-li se Dominik, bude ještě Marek v kožiše.